# The End of The World (manga)
Pour les articles homonymes, voir End of the World.
The End of the World (セカイの果て, Sekai no hate) est un shōjo manga de Aoi Makino, prépublié dans le magazine Ribon entre août 2011 et décembre 2012 puis publié par l'éditeur Shūeisha en quatre volumes reliés sortis entre décembre 2011 et janvier 2013. La version française a été éditée par Panini dans la collection Génération comics en quatre tomes sortis entre novembre 2013 et juillet 2014.

## Synopsis
L'histoire est celle d'Azusa, une jeune fille de 12 ans, harcelée dans son ancien collège. Elle est alors obligée, de changer d'établissement scolaire. Dans sa nouvelle école, elle rencontre Kasuga, garçon le plus populaire de son collège, avec qui elle sortira, dans l'unique but d'éviter d'être à nouveau harcelée. Mais elle rencontrera également Kawagushi, victime de Kasuga, qui le harcèle. Azusa tombera alors amoureuse de Kawagushi, avec qui elle veut commencer à sortir, mais pour cela, elle doit d'abord se séparer de Kasuga...  

## Personnages
- Azusa Chida : jeune fille, contrainte à changer de collège par le harcèlement, est de plus l'une des protagonistes.
- Ryû Kawagushi : lui aussi victime de harcèlement, est un camarade de classe d'Azusa, il travaille dans un "café rail".
- Grand-père de Kawagushi : homme âgé, c'est un grand soutien pour Kawagushi, qui sera obligé de lui mentir.
- Parents d'Azusa : en dehors de Kawagushi, ils sont également d'un grand soutien pour leur fille.
- Teppei Kasuga : ancien petit ami d'Azusa, mais également l'un des harceleurs de Kawagushi.
- Mère de Teppei : l'une des personnes les plus proches de lui, elle pense que la thèse du suicide ne tient pas la route.
- Mazayoshi Ariake : grand pédagogue, et professeur, habitué aux cas difficiles, il enquêtera sur le cas de Kasuga, il est le professeur principal de Kawagushi et Azusa.
- Tazawa : professeur principal de Kawagushi et Azusa, au début de l'histoire, il n'hésitera pas à les protéger quand ils auront des ennuis.

## Liste des volumes
| no | Japonais         | Japonais          | Français        | Français          |
| no | Date de sortie   | ISBN              | Date de sortie  | ISBN              |
| -- | ---------------- | ----------------- | --------------- | ----------------- |
| 1  | 15 décembre 2011 | 978-4-08-867162-8 | 6 novembre 2013 | 978-2-8094-3447-7 |
| 2  | 13 avril 2012    | 978-4-08-867194-9 | 22 janvier 2014 | 978-2-8094-3606-8 |
| 3  | 10 août 2012     | 978-4-08-867218-2 | 16 avril 2014   | 978-2-8094-3870-3 |
| 4  | 15 janvier 2013  | 978-4-08-867246-5 | 2 juillet 2014  | 978-2-8094-4007-2 |

## Réception critique
En France, Coyote magazine considère le premier tome de la série, qui met en scène un meurtre entouré de mensonges, comme encourageant : « en plus d'un aspect polar encore simple mais crédible, ce manga ne badine pas avec le sérieux de la situation et oppresse des personnages principaux en plein dilemme moral ».

### Édition japonaise
Shueisha
1. 1 2  (ja) « Tome 1 ».
2. 1 2  (ja) « Tome 2 ».
3. 1 2  (ja) « Tome 3 ».
4. 1 2  (ja) « Tome 4 ».

### Édition française
Panini comics
1. 1 2  (fr) « Tome 1 », sur manga-news.com.
2. 1 2  (fr) « Tome 2 », sur manga-news.com.
3. 1 2  (fr) « Tome 3 », sur manga-news.com.
4. 1 2  (fr) « Tome 4 », sur manga-news.com.